# Sophie Péron
Sophie Péron (Calais, 11 maggio 1989) è una pallavolista francese.
Gioca nel ruolo di libero nel Racing Club de Cannes.

## Carriera
La carriera di Sophie Péron inizia nel settore giovanile della Stella Étoile Sportive Calais, dove entra all'età di otto anni. Appena quindicenne viene promossa in prima squadra, dove gioca senza raggiungere grandi risultati per stagioni, durante le quali riesce a debuttare nella nazionale francese, precisamente nel 2009.
Nella stagione 2011-12 viene ingaggiata dal Racing Club de Cannes, col quale vince due volte lo scudetto e altrettante volte la Coppa di Francia.

## Palmarès

### Club
- Campionato francese: 2

2011-12, 2012-13
- Coppa di Francia: 2

2011-12, 2012-13

### Premi individuali
- 2010 - Ligue A: Miglior ricevitrice